# Jaburú (futebolista)
Jorge de Sousa Mattos, mais conhecido como Jaburú (Rio de Janeiro, 19 de abril de 1933 – Rio de Janeiro, 1991), foi um futebolista brasileiro que atuou como atacante.

## Títulos
FC Porto
- Primeira Liga: 1955–56[4]
- Taça de Portugal: 1955–56[4]